# Bilavər
Bilavər è un comune dell'Azerbaigian situato nel distretto di Lerik. Conta una popolazione di 688 abitanti.